# Walter Adolpho Ducke
Pour les articles homonymes, voir Ducke.
Adolpho (ou Adolfo) Ducke est un entomologiste, botaniste et ethnologue brésilien d’origine italienne, né le 19 octobre 1876 à Trieste et mort le 5 janvier 1959 à Fortaleza.

## Biographie
Il commence à travailler dans la forêt amazonienne comme entomologiste pour le Museu Paraense Emílio Goeldi mais, sous l’influence des botanistes Jacques Huber (1867-1914) et Paul Le Cointe (1870-1956), il s’oriente vers l’étude des végétaux. Il fait de nombreux voyages en Amazonie où il étudie la structure du système forestier. Il fait paraître 180 articles et monographies, principalement sur les légumineuses.
Ducke décrit 900 nouvelles espèces et 50 nouveaux genres de plantes. En 1918, tout en poursuivant son travail pour le Museu Paraense, il collabore avec d’autres institutions comme le jardin botanique de Rio de Janeiro ou l’Instituto Agronômico do Norte. Durant la première moitié du XXe siècle, il devient l’une des plus importantes autorités sur la flore amazonienne.
En 1954, se souciant de l’avenir de la forêt amazonienne, il suggère à l’Instituto Nacional de Pesquisas da Amazônia (Institut national de recherches de l’Amazonie, INPA) de créer des réserves naturelles. Il ne voit pas l’aboutissement de ses efforts car il meurt quelques années plus tard. En 1963, la Reserva Florestal Adolpho Ducke est créée et lui est dédiée. Il y a également un jardin botanique à l’est de Manaus qui porte son nom.

### Source
- Traduction de l'article de langue anglaise de Wikipédia (version du 28 avril 2007).

Ducke est l’abréviation botanique standard de Walter Adolpho Ducke.
Consulter la liste des abréviations d'auteur en botanique ou la liste des plantes assignées à cet auteur par l'IPNI, la liste des champignons assignés par MycoBank, la liste des algues assignées par l'AlgaeBase et la liste des fossiles assignés à cet auteur par l'IFPNI.